# Gocha Tsitsiashvili
Gocha Tsitsiashvili –en hebreo, גוצ'ה ציציאשווילי; en georgiano, გოჩა ციციაშვილი– (Tiflis, URSS, 7 de noviembre de 1973) es un deportista israelí de origen georgiano que compitió en lucha grecorromana. Ganó dos medallas en el Campeonato Mundial de Lucha, oro en 2003 y plata en 1995, y tres medallas en el Campeonato Europeo de Lucha entre los años 1994 y 1996.
Participó en tres Juegos Olímpicos de Verano, ocupando el quinto lugar en Atlanta 1996, el sexto lugar en Sídney 2000 y el 14.º en Atenas 2004.

## Palmarés internacional
| Campeonato Mundial | Campeonato Mundial      | Campeonato Mundial | Campeonato Mundial |
| Año                | Lugar                   | Medalla            | Categoría          |
| ------------------ | ----------------------- | ------------------ | ------------------ |
| 1995               | Praga (República Checa) | Medalla de plata   | 82 kg              |
| 2003               | Créteil (Francia)       | Medalla de oro     | 84 kg              |
| Campeonato Europeo |                         |                    |                    |
| Año                | Lugar                   | Medalla            | Categoría          |
| 1994               | Atenas (Grecia)         | Medalla de plata   | 82 kg              |
| 1995               | Besanzón (Francia)      | Medalla de bronce  | 82 kg              |
| 1996               | Budapest (Hungría)      | Medalla de bronce  | 82 kg              |